# Plagiogyria koidzumii
Plagiogyria koidzumii är en ormbunkeart som beskrevs av Tag. Plagiogyria koidzumii ingår i släktet Plagiogyria och familjen Plagiogyriaceae. Inga underarter finns listade.